# Karyasari (Karangtengah)
Karyasari is een bestuurslaag in het regentschap Garut van de provincie West-Java, Indonesië. Karyasari telt 4307 inwoners (volkstelling 2010).